# Le Dilemme de l'omnivore
Le Dilemme de l'omnivore : l'histoire naturelle de quatre repas est un livre écrit en 2006 par Michael Pollan dans lequel l'auteur explore la question « Mais que devrait-on manger ? ».
Afin de répondre à cette question, il va suivre quatre repas issus de différents systèmes de production alimentaire, depuis leur origine jusqu'à notre assiette. En cours de route, Pollan examine les divers facteurs (éthique, politique et écologique) en jeu dans les circuits alimentaires industriel, de masse, local et bien personnel (auto-production), en décrivant les conséquences des différents choix alimentaires sur l'environnement et la santé.

## Analyse des circuits alimentaires

### Industriel
Pollan explore le système de production alimentaire qui génère la grande majorité des repas américains. Cette chaîne alimentaire industrielle se base essentiellement sur la production de maïs, qu'il soit consommé directement, qu'il serve à nourrir le bétail ou bien qu'il soit transformé en glucose ou en éthanol.
Pollan montre comment cette plante toute simple qu'est le maïs en est arrivée à dominer le régime alimentaire américain, à travers une combinaison de facteurs biologiques, culturels et politiques. Le rôle des énergies fossiles dans la culture et le transport des biens alimentaires est aussi abordé par l'auteur.
Un repas typique de fast-food est analysé pour illustrer ce à quoi la chaîne alimentaire industrielle aboutit.

### Biologique
L'agriculture biologique et  ses différentes pratiques dans l'Amérique d'aujourd'hui : Pollan montre qu'à mesure que les aliments bio ont gagné en popularité, les producteurs ont adopté beaucoup de pratiques issues de l'agriculture industrielle, tout en perdant de vue les origines du mouvement bio ainsi que ses racines anti-industrielles. Un repas préparé à partir d'ingrédients achetés dans la chaîne de supermarché bio Whole Foods est pris pour exemple.
Ceci contraste avec la visite de la petite ferme écologique de Joel Salatin utilisant la jachère, où les méthodes de rotation des cultures et les conditions naturelles sont respectées scrupuleusement, où les intrants artificiels sont très peu utilisés, et où les déchets sont recyclés. Il prépare également un repas à partir de produits locaux de petites fermes environnantes.

### Auto-production
Ici, Pollan essaye de préparer un repas en n'utilisant que des ingrédients qu'il a chassés, ramassés ou faits pousser lui-même. Il fait appel à quelqu'un pour lui apprendre à chasser le sanglier et à cueillir les champignons. Il prépare également des salades à partir des produits du jardin, fait son propre pain avec de la levure maison et prépare un dessert à partir de cerises qu'il a ramassées près de chez lui.
Pollan en conclut que même si ce genre de repas n'est pas très pratique pour le quotidien, le faire de temps en temps peut aider à nous faire retrouver les origines de la nourriture et de l'histoire humaine.

## Critique
L'économiste Tyler Cowen déclare : « Le problème avec le repas auto-financé de Pollan reflète bien le principal défaut de ce livre : il se concentre sur ce qu'il voit tout en oubliant les perspectives générales de l'économiste. Il essaye de rendre le coût des différents repas plus transparents, mais ceci reste un idéal, étant donné l'interconnectivité des marchés »